# 邝文 (新会县)
邝文，生卒年不詳，广东省新会县人，明朝政治人物 ，举人出身。

## 生平
邝文中景泰己卯举人，担任知县。